# Rayssac
Rayssac é uma comuna francesa na região administrativa da Occitânia, no departamento de Tarn. Estende-se por uma área de 29.95 km², e possui 237 habitantes, segundo o censo de 2018, com uma densidade de 7.9 hab/km².